# 解体新ショー
『解体新ショー』（かいたいしんショー）は、2007年4月14日から2009年3月13日までNHKテレビで放送されていた、人体をテーマとした知的バラエティ番組。

## 概要
この番組はもともと『番組たまご』の枠内で『解体新SHOW』のタイトルで放送されていた。タイトルは杉田玄白が記した「解体新書」からとったもので、番組の内容も人体のさまざまな謎を解き明かすものとなっている。
2006年7月8日に有働由美子アナウンサーを進行役、ラサール石井をご意見番に招いて1回目を放送。その後内容に再検討を加えて別スタイルに改め、司会者を静岡局（当時）の久保田祐佳アナウンサーに代えて、同年10月30日に2回目を放送。そのスタイルで2007年4月14日からレギュラー化されることになった。
毎回2組のプレゼンター（単発時代は『人造人間キカイダー』を意識し、「カイタイダー」と呼ばれた）が健康や人体にまつわるさまざまな情報を取材・紹介し、それを元にゲストのタレントや専門家がトークを繰り広げる。2008年春までは観客50人がそれが納得できるものかを「解体率」として判断し、勝敗を決めていた。
2013年、NHKエンタープライズからタイのメディアグループ・MCOTにフォーマット販売され、タイ版が共同制作されることになった。2014年1月からタイのチャンネル9で放送された。

## 放送時間
週によって時間変更や休止となる場合もある。

### 2007年度
- 総合テレビ
  - 本放送：毎週土曜 22:00 - 22:29（JST。以下同じ）
  - 再放送：翌週金曜 2:20 - 2:49（木曜深夜）
- BS 2
  - 難視聴対策放送：翌週木曜 8:30 - 8:58（次回予告は放送されない）

### 2008年度
- 総合テレビ
  - 本放送：毎週金曜 23:00 - 23:29
  - 再放送：毎週木曜 15:15 - 15:44（大相撲中継等での休止あり）
- BS 2
  - 難視聴対策放送：毎週火曜 16:00 - 16:29（特別編成で休止になること多々あるため、不定期放送扱い）

NHKワールド・プレミアムでも放送されていた。また、NHKワールドTVでも英語主音声･日本語副音声の2か国語放送で放送の上、字幕テロップも一部を除き、すべて英語に差し替えられていた。英語でのタイトルは「The New Anatomy Show」である。

## 出演者

### 司会
- 国分太一（当時・TOKIO）
- 久保田祐佳（NHKアナウンサー）

### プレゼンター
- 劇団ひとり
- 麒麟（田村裕・川島明）
- ペナルティ（ヒデ・ワッキー）
- 松村邦洋
- ダチョウ倶楽部（寺門ジモン・上島竜兵・肥後克広）
- 博多華丸・大吉（博多大吉・博多華丸）
- 夏川純

### ゲスト出演
スタジオで解体率判定に参加したゲストのみ記載（VTRでの出演は含めない）。五十音順。
- 北村総一朗
- 小林幸子
- モト冬樹
- 渡辺徹

以下はVTRでの出演者。
- 奥よしこ（奥与詩子） - 実験台モデル

### ナレーション
- 平野綾 - 「みんなの疑問を大解体! スペシャル」では、観客と共に解体率判定に参加した。
- TARAKO（番組たまご時代）

## 番組中の音楽
- テーマ曲は金井克子「他人の関係」（インストゥルメンタル）
- 取材VTRのBGMには、1970年代の民放アニメ番組や特撮番組の主題歌が数多く挿入されていた。
  - 使用された曲の例：「イナズマン」、「人造人間キカイダー」、「ゲッターロボ」、「帰ってきたウルトラマン」、「タイムボカンシリーズ」、「宇宙鉄人キョーダイン」、「アクマイザー3」、「怪物くん」（ユカイツーカイ怪物くん）[1]、ほか多数。
  - ある回では、1本の短いVTRに「新造人間キャシャーン」、「ウルトラセブン」、「ゲゲゲの鬼太郎」、「宇宙戦艦ヤマト」のメドレーがあった。

## 地球人解体作戦
2007年4月から放送されていた『解体新ショー』のPR番組。出演者は平泉成（宇宙人隊長）、川原真琴（宇宙人ロビン）、モト冬樹（捕らわれの地球人）。